# Ulla-Britta Emitslöf-Dejmo
Agnes Ulla-Britta Emitslöf-Dejmo, född Emitslöf 15 februari 1924 i Älmhult, död 20 september 2006, var en svensk målare och tecknare.
Hon var dotter till kamreren John Emitslöf och Agnes Göthberg samt från 1948 gift med Kurt Dejmo.
Emitslöf-Dejmo studerade konst för Nils Wedel vid Slöjdföreningens skola i Göteborg 1945-1946 och vid Otte Skölds målarskola i Stockholm 1946-1947 samt vid Académie de la Grande Chaumière i Paris 1948. Hon medverkade i Nationalmuseums utställning Unga tecknare 1958-1951 och Sveriges allmänna konstförenings vårsalonger på Liljevalchs konsthall ett flertal gånger. Bland hennes offentliga utsmyckningar märks ett antependium, Kristi fem sår, i violett och rött som hon och hennes man utförde 1975 till Kungälvs kyrka.
Hennes konst består av stilleben, figurer, porträtt och landskap i olja, akvarell eller teckningar. 
Emitslöf-Dejmo är representerad med blyertsteckningar och målningar vid Moderna museet och med en oljemålning samt en akvarell vid Uddevalla museum.